# Ifícrates el Jove
Ifícrates el Jove (en llatí Iphicrates, en grec antic Ἰφικράτης) era un polític atenenc, fill del general Ifícrates el Vell.
Va ser enviat pel govern d'Atenes com a ambaixador davant de Darios III de Pèrsia amb els ambaixadors de Tebes i Lacònia. Tots els membres de l'ambaixada van ser capturats per Parmenió a Damasc després de la batalla d'Issos el 333 aC. Alexandre el Gran el va tractar honorablement, tant per conciliar-se amb els atenesos com per respecte a la memòria del seu pare. Va morir poc després de mort natural, i va enviar les seves restes als seus parents a Atenes, segons diu Flavi Arrià.